# Лютий (БПЛА)
Ан-196 «Лютий» — український дрон-камікадзе великої дальності. Основними операторами є ГУР, СБУ та Повітряні сили ЗСУ, які застосовували його для атак на російську нафтову інфраструктуру та інші стратегічні об'єкти глибоко на території Росії.

## Історія
Ідея створення українського ударного БпЛА виникла ще до початку повномасштабного російського вторгнення 2022 року. До розробки було залучено ДП «Антонов», інженерами якого було розроблено і представлено Ан-Бк-1 «Горлиця». Тоді створення такого безпілотника не викликало ентузіазму серед військових, оскільки ударні задачі виконував Bayraktar TB2. З початком атак «Шахедів» з'явилось зацікавлення. 22 жовтня 2022 року відбувся перший політ, але безпілотник ще тривалий час не був готовий. Допомогу з розробкою та випробуванням надали фахівці ГУР, які зацікавились безпілотником
Вперше розробку цього БпЛА анонсував «Укроборонпром» у жовтні 2022 року. Тоді було повідомлено щодо намірів створити безпілотник масою понад 200 кг, що міг би доставити бойову частину масою 75 кг на відстань понад 1000 кілометрів. Розробка відповідала завданням, поставленим головнокомандувачем ЗСУ Валерієм Залужним у серпні того року. Під час публічної демонстрації Укроборонпром показав частину фюзеляжу з надписом «Аз воздам», що символізує помсту. У листопаді 2022 року стало відомо про випробування машини.

### 2023
Перша серійна партія була готова в серпні 2023 року. 28 серпня 2023 року Сили спеціальних операцій ЗСУ атакували базу 126-ї бригади берегової охорони ЧФ РФ у Перевальному. Пресслужба сил показала «Лютий», що брав участь в ударі, що став першим його бойовим застосуванням.
Перший удар на велику відстань відбувся 20 вересня 2023 року. Тоді запущений з Чернігівської області безпілотник уразив нафтобазу біля аеродрому в Сочі. 1 жовтня 2023 року ще один «Лютий» уразив стоянку гелікоптерів поблизу Сочі. Втім, ГУР не зміг законтрактувати «Лютий» і використовував обмежено, кілька бортів із першої партії отримала також СБУ. Після удару по Санкт-Петербургу, міністр з питань стратегічних галузей промисловості Олександр Камишін зміг підігріти конкуренцію між відомствами, щоби створити великі замовлення. 16 листопада 2023 року Камишін повідомив, що Україна опанувала серійне виробництво аналогів ірансько-російських дронів Шахед-131/136. Мова була саме про «Лютий», оскільки саме він був першим розробленим аналогом цих дронів. Хоча на показаному макеті крім «Аз воздам» також був присутній надпис «Лютий 02», навіть станом на січень 2024 року точна назва не була відома, безпілотник називали або за біблійною цитатою, або як «Лютий».

### 2024
Від початку 2024 року ці БпЛА успішно атакували низку стратегічно важливих цілей на території Росії. Серед них значна кількість нафтопереробних заводів, Новолипецький металургійний комбінат, Нижньогородський завод із виробництва вибухових речовин.
20 березня 2024 року, вранці, дрони атакували авіабазу Енгельс.
17 травня 2024 року відбулась одна з найбільш масованих атак по Новоросійську та Туапсе з залученням близько 40 безпілотників. Було пошкоджено Туапсинський нафтопереробний завод, термінал у порту Новоросійська, нафтобазу Газпрому в селищі Кирилівка, нафтобазу Транснафти у Грушевій Балці та інші об'єкти.
У травні 2024 року стало відомо, що близько 80 % уражень російської нафтової інфраструктури припадає на «Лютий».
10 вересня 2024 року здійснено масовану атаку на Московську область, зафіксована атака понад 10 БпЛА.
17 жовтня 2024 року CNN розкрило, що розробником дрона є АТ «Антонов».

### 2025
13 березня 2025 року було повідомлено про атаку дронами «Лютий» на підприємство ЛВУМГ у Петровську Саратовської області. Петровське ЛВУМГ є частиною «Газпром трансгаз Саратов», яке є дочірнім підприємством «Газпрому» і займається транспортуванням природного газу з різних регіонів.
20 березня 2025 року за допомогою дронів був завданий удар по аеродрому «Енгельс» в Саратовській області дронами СБУ та Спецоперацій ЗСУ.
16 та 17 квітня 2025 року Сили оборони України два дні поспіль атакували пункт постійної дислокації 112-ї ракетної бригади ЗС РФ, місцевими змі зафіксовано до 15 вибухів.
28 травня 2025 року БпЛА успішно атакували російське військово-промислове підприємство «Кронштадт» у місті [Дубна]], на півночі Московської області, яке спеціалізується на виробництві БпЛА, зокрема розвідувально-ударних дронів «Оріон», але також почало виробляти й далекобійні засоби ураження, наприклад, крилату ракету «Бандероль».
В ніч на 1 липня 2025 року БпЛА атакували російське військове підприємство «Іжевський електромеханічний завод «Купол»», що знаходиться в Іжевську в Удмуртії, який за 1300 км від України. На цьому заводі йде масове збирання під власною назвою «Гарпія-А1» — дрон є повною візуальною копією Shahed-136, але відрізняється частиною комплектуючих та методом збирання не лише від іранського оригинала, але й від «Герань-2», що збирають на «Алабузі»..
26 липня 2025 року БпЛА СБУ атакували один із найбільших у РФ виробників радіоелектроніки — завод «Сигнал», який спеціалізується на виробництві різних видів РЕБів, радіолокаційної, радіонавігаційної апаратури, радіоапаратури дистанційного керування. Один з ударів припав на корпус № 2 (цех № 5), де розташоване дороге імпортне обладнання — станки на базі числового програмного управління. Друге ураження зафіксували в корпусі № 1, де обладнаний цех радіоелектронних пристроїв № 17. За повідомленням спільноти «Dnipro Osint» <Гарбуз>, аналіз наявних кадрів показали, що по заводу було влучання трьох дронів, два з яких БпЛА «Лютий», назва третього невідома, але фюзеляж дуже схожий з іранським «шахедом». Всі три влучання зафіксовано на супутникових знімках.

## Опис
- БпЛА є низькопланом із двобалковим фюзеляжем, виконаним зі склопластику (скловолокно та епоксидна смола), конструкцію посилено металевою сіткою та фанерою. Безпілотник для транспортування може розбиратись на модуль з бойовою частиною, частину з баком та двигуном, знімні крила та хвостову частину.
- Шасі фіксоване триопорне для класичного літакового злету шляхом розгону на злітно-посадковій смузі, в ролі якої може виступати автомобільна дорога.
- Безпілотник обладнаний двигуном внутрішнього згоряння з трилопатевим гвинтом у штовхальній конфігурації[en]. Двигун схожий на німецький Hirth F-23 потужністю 50 к.с., який коштує близько 5 тисяч доларів.
- Бойова частина відрізняється від конусоподібної проникаючої фугасної в «Шахедів». Вона має уламкову дію, можливо, також утворює ударне ядро. Початково було заявлено про масу 75 кг, однак за російськими свідченнями, вона становить 50 кг. Ймовірно, її масу було зменшено на користь інших характеристик.
- Керування типове для такого типу, представлене інерційною системою наведення з корекцією за супутниковим зв'язком для автономного польоту до цілі. Для вимірювання параметрів польоту встановлено трубку Піто в носовій частині.[4]

## Характеристики
За даними «Мілітарного»:
- Злітна маса: 250—300 кг
- Довжина: 4,4 м
- Розмах крила: 6,7 м
- Маса бойової частини: 75 кг
- Дальність польоту: 1000 км
- Вартість: ~200 тисяч доларів